# Штайн-на-Рейні
Штайн-ам-Райн (нім. Stein am Rhein) — місто  в Швейцарії в кантоні Шаффгаузен, округ Штайн.

## Географія
Місто розташоване на відстані близько 135 км на північний схід від Берна, 18 км на схід від Шаффгаузена.
Штайн-ам-Райн має площу 5,8 км², з яких на 24,9% дозволяється будівництво (житлове та будівництво доріг), 29,6% використовуються в сільськогосподарських цілях, 39,5% зайнято лісами, 6% не є продуктивними (річки, льодовики або гори).

## Демографія
2019 року в місті мешкало 3505 осіб (+9,2% порівняно з 2010 роком), іноземців було 23,2%. Густота населення становила 606 осіб/км².
За віковим діапазоном населення розподілялося таким чином: 16,5% — особи молодші 20 років, 57,3% — особи у віці 20—64 років, 26,2% — особи у віці 65 років та старші. Було 1698 помешкань (у середньому 2 особи в помешканні).
Із загальної кількості 1614 працюючих 38 було зайнятих в первинному секторі, 599 — в обробній промисловості, 977 — в галузі послуг.